# Grande Loge féminine du Portugal
La Grande Loge féminine du Portugal (GLFP) créée en 1996 est la première obédience maçonnique exclusivement féminine du Portugal. Elle s’inscrit dans le courant adogmatique et libéral de la franc-maçonnerie.

## Histoire
La franc-maçonnerie exclusivement féminine s'est établie au Portugal par la création d'une première loge en 1983, la loge Unitade e Mátria, puis en 1988 la loge Lusitânia, à Lisbonne et composé par les sœurs françaises de la Grande Loge féminine de France et des sœurs portugaises  initiées en France. Puis, quelque temps plus tard se créèrent la loge Invicta à Porto et la loge Claridade à Figueira da Foz. Ces quatre loges furent fondées sous l'égide de la Grande Loge féminine de France.
Ainsi, le 27 mars 1996, put se créer la Grande Loge féminine du Portugal et la cérémonie fut réalisée au Palais maçonnique du Grand Orient lusitanien.

## Organisation et structure
La Grande Loge féminine du Portugal travaille au Rite écossais ancien et accepté ou au Rite français moderne. Elle dispose désormais de douze loges avec au moins trois cent cinquante sœurs.
Sur le plan international cette obédience maçonnique adhère au CLIMAF (Centre de liaison international de la maçonnerie féminine)  depuis 1996, l'année suivante de sa fondation. En 2006, elle fut l'organisatrice du Congrès de Lisbonne, rassemblant plus de trois cents sœurs du monde entier.